# Brooke Crain
Brooke Leeann Crain (nascida em 29 de abril de 1993) é uma ciclista olímpica estadunidense que representa os Estados Unidos em BMX.
Crain representou sua nação na prova de BMX feminino nos Jogos Olímpicos de Verão de 2012, em Londres.